# 무스타파 틀라스
무스타파 압둘 카디르 틀라스(1932년 5월 11일 ~ 2017년 6월 27일, 아랍어: مصطفى طلاس)는 시리아의 주요 장교이자 정치가로 1972년부터 2004년까지 시리아의 국방부 장관을 맡았다. 그는 하페즈 알아사드 집권 당시 4명의 연대사령관 중 한 명이었다.

## 어린 시절
틀라스는 1932년 5월 11일 지역 수니파가 우세한 가문이 있던 홈스 근처의 라스탄에서 태어났다. 그의 아버지였던 압둘 카디르 틀라스는 오스만 제국 시절 투르크 수비대에 무기를 팔며 삶을 이어가던 수니파 귀족이었다. 한편으로, 그의 가족들은 제1차 세계 대전 이후 프랑스 점령군을 위해 일하기도 했다. 그의 조모는 체르케스인이었고, 그의 어머니는 튀르크인의 후손이었다. 틀라스는 어머니를 통해 알라위파 가문과도 연관이 있다고 말했다. 그는 홈스에서 초등 및 중등 교육을 마쳤다. 1952년, 그는 홈스 사관학교에 입학했다.

## 경력

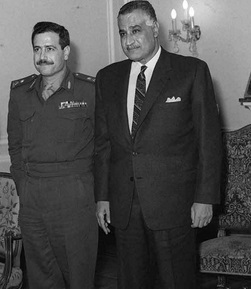
1969년 참모총장 틀라스가 이집트 대통령 가말 압델 나세르와 만나는 모습.

틀라스는 15살에 바트당에 가입했고, 홈스 사관학교 재학 중에 하페즈 알아사드를 만났다. 하페즈 알아사드가 연합이 붕괴될 당시 가말 압델 나세르에 의해 수감된 적이 있었는데, 틀라스는 도주해 시리아에 있는 그의 아내와 아들들을 구했다.
1960년대, 하페즈 알아사드는 바트당이 지원한 1963년 시리아 쿠데타 이후 시리아 정부 내에서 우위를 점하게 되었다. 하페즈는 틀라스의 군 계급과 당에서의 지위를 높여주었다. 1965년 홈스의 바트당 사령관이었을 때, 무스타파 틀라스는 친정부 성향의 전우를 체포하기도 했다.
1969년, 틀라스는 군 사절단 임무를 맡고 베이징으로 가서 중국 정부와 무기 협상을 체결하는 데 성공했다. 당시 소련이 시리아 내부의 계승권 분쟁에서 발을 빼고 있어서 적대감이 싸여가던 와중에, 무스타파 틀라스는 그 스스로 마오쩌둥의 마오 주석 어록을 사진으로 찍기도 했다.
1970년대 "시리아 수정운동" 이후 하페즈 알아사드가 집권했다. 무스타파 틀라스는 1972년 국방부 장관으로 진급했고, 30년 간의 1인 통치 기간 동안 알아사드가 가장 신임하는 인물이 되었다. 아사드 아부카일리는 틀라스가 "어떠한 권력기반도 없고, 정치적 기술도 없으며 보통 밖에 안되었지만 그의 대통령에 대한 충성심은 완벽했다"는 이유로 하페즈 알아사드가 그를 국방부 장관에 임명하는데 제격이었다고 설명했다. 그가 국방부 장관에 있을 동안 모든 반대파가 숙청되었으며, 이는 이슬람인이건 민주주의자건 상관없었다.
1999년 10월 19일 중국 국방부 장관인 치하오티엔이 시리아-중국 간의 군사적 관계를 증대시키기 위해 다마스쿠스에서 무스타파 틀라스와 논의한 이후, 곧바로 이스라엘로 향해 에후드 바라크와 만났고 군사 관계에 대해 논의했다. 중국은 1억 달러의 이스라엘 전투기를 구매한다고 이스라엘과 합의했다.
2000년대 초, 틀라스는 국방부 장관과 부총리를 겸임하고 있었다. 그는 바트당 중앙위원회의 회원이기도 했다. 그는 군 보도부의 부장이자, 군사위원회의 의장이기도 했다.

## 글쓰기에 대한 논란
틀라스는 그 스스로 문화인이라는 평판을 얻기 위해 노력했고, 시리아 문학에서 중요한 후원자로 등장했다. 틀라스는 그 스스로 책을 출판하기도 했다. 그는 국제적으로 비판을 받고 있는 출판사 틀라스 서적을 운영하기도 했다.
1998년 시리아 국방부 장관 틀라스는 알바얀지를 창설하는 데 주력했다. 이 신문에서 틀라스는 레바논에서의 저항에 청신호를 보낸 인물로 묘사되었다. 이 저항으로 241명의 미국 해병과 58명의 프랑스 공수부대원이 사망했지만, 틀라스가 어릴 적부터 좋아했던 지나 롤로브리지다의 눈에서 눈물이 떨어지는 모습을 보고 싶지 않다는 이유로 다국적군에 소속된 이탈리아군은 공격받지 않았다. 같은 해 10월 트라슨 요르단이라는 국가는 존재하지도 않았으며, 오직 남부 시리아만 있을 뿐이라고 언급하기도 했다.

그의 경력 또한 틀라스는 여러 언어를 구사할 수 있는 것으로 유명해졌다. 1991년 걸프 전쟁 당시 다국적 연합군에 시리아가 참여했을 때, 그는 사담 후세인이 스커드 미사일을 이스라엘에 쏘았을 때 "넘치는 기쁨"을 느꼈다고 말했다. 1998년 8월 틀라스는 아랍 정치권에서 팔레스타인 지도자 야세르 아라파트를 60,000명의남창의 아들이라고 말하면서 논란을 일으키기도 했다.."
1996년 하마스의 자살 테러로 사망한 이라 와인슈타인의 미망인과 아이들이 틀라스와 레바논의 군 정보국장인 가지 카난에게 법정 소송을 청구했다. 청구 사유는 그들이 훈련과 물자 지급을 통해 테러범들의 테러 준비를 도왔다는 것이었다.
2009년 6월 8일 RT와의 인터뷰에서 틀라스는 "지나 롤로브리나"가 그에게 내 생애에서 사랑했던 사람 중 한 명이라고 말했다고 주장했다. 또한 그는 웨일스 공작 부인 다이애나가 그에게 "사랑과 감사"가 가득한 편지들을 자신에게 썼다고 주장했다. 또한 그는 웨일스 공 찰스가 자신에게 잠수함을 선물했다고 말하기도 했다.

### 서적
틀라스는 다마스쿠스에 출판사를 열고 객관적인 시각에 바트당 이전의 시리아를 찾아내려고 노력한 첫 인물이었다. 그는 시, 아랍 일반사와 무하마드가 사용한 군사 전략사, 시리아의 정치사와 군사사 등에 대한 책을 저술하기도 했다. 그의 저술은 반유대정서와 음모론에 입각했다는 논란을 가지고 있다. 그는 2005년 2권의 회고록인 미라트 하야티를 출판하기도 했다.

#### 시온인들의 무교병
1983년 틀라스는 "시온인들의 무교병"이라는 책을 출판했다. 이 서적은 1840년 다마스쿠스 사건을 담고 있으며, 고대 피의 비방이 반복되고 있다는 것을 다루었다. 주요 내용은 유대인들이 비유대인들의 피를 [무교병]]을 구울 때와 같은 종교의식에 사용했다는 것이다. 이 책에서 그는 유대인들의 실질적인 종교적 믿음은 모든 인류와 종교에 대한 증오리며 이스라엘과 아랍국가는 평화 조약을 체결해서는 안된다고 주장하고 있다. 틀라스는 이 책을 여러번 재출판했으며 이 결론을 여러 번 좌시했다. 이 책의 출판 이후 틀라스는 슈피겔에 유대인들에 대한 이런 비난은 적절한 것이며 그의 책은 프랑스, 비엔나 그리고 베이루트의 미국 대학교의 기록에 기초한 역사적 연구라고 주장했다.
그의 책에 관해, 틀라스는 "나는 이 책의 출판을 통해 유대인들이 수행하고 있는 종교에 대한 몇몇 비밀과 그들의 광신에 대해 빛을 던져주고자 했다."고 말하며, 동구 문명과 서구 문명 모두 유대인들이 파괴적인 악성을 인지한 이후에야 게토를 운영했다고 주장했다. 그는 1840년 이래로 "모든 어머니들이 아이들에게 경고했다. 집 밖으로 멀리 나가지 말라고 말이다. 유대인들이 찾아와 너를 죽인 후 시온의 무교병에 너의 피를 바를 것이다라고 경고했다."라고 주장했다. 이 책은 또한 국제 포럼에서 피의 비방에 대한 갱신을 위한 과학적 기초로도 제공되었다고 보고되었다. 2001년 알 아람'은 "시온인들의 무교병"이라는 책을 요약한 "아랍인들의 피로 만든 유대인들의 무교병"이라는 제목의 보고서를 제출했다.

## 하페즈 알아사드 이후
하페즈의 아들 바샤르 알아사드가 집권한 이후 틀라스를 비롯한 고위 장교들은 여전히 집권층에 속해 있었다. 2000년 하페즈의 죽음 이후 9명의 위원회가 전환기를 감독했으며, 틀라스는 이 위원회의 회원이었다.
틀라스와 그의 지지자들은 바샤르가 추구하는 자유화에 반대했으며, 시리아의 강경한 외교 정책을 유지하면서도 특권을 유지하고자 했다. 2002년 요르단의 일보인 알두스투르에서는 틀라스가 바샤르 알아사드에게 사임서를 제출했으며 2002년 7월 완전히 퇴진했음을 보도했다. 하지만 2004년, 국방부 장관은 틀라스에서 하산 투르크마니로 교체되었다. 아세프 샤와카트가 무스타파 틀라스의 제거에 앞장섰다는 설도 존재했다. 틀라스는 2005년 지역 사령부를 그만두었다.
무스타파 틀라스와 아들 피라스 틀라스는 2011년 아사드에 맞선 봉기가 시작된 이래 시리아를 떠났다. 무스타파는 치료를 목적으로 프랑스로 떠났고,. 아들 피라스는 2011년 이집트로 갔다. 피라스가 두바이에 있다는 보고도 들려왔다. 2012년 무스타파의 다른 아들이었던 마나프 틀라스도 아사드 정부에서 퇴출되어 터키를 거쳐 프랑스로 갔다.

## 사생활
틀라스는 라미아 알 자비리와 1958년 결혼했다. 그는 알레포 귀족층의 일원이었다. 그의 결혼으로 인해 그는 전통적인 엘리트 계층과의 유대를 이어갈 수 있었고, 사회적 진출을 촉진시켰다. 부부는 네 명의 자녀를 얻었다. 나히드, 피라스, 마나프와 사라야가 그들이었다. 딸 나히드는 사우디아라비아의 백만장자이자 무기 판매자인 아크람 오히제와 결혼했다. 나히드 틀라스는 시리아 내전 기간 이래로 파리에 살았다. 그의 막내딸인 사라야는 레바논에서 결혼했다.
틀라스는 바트당 정부에서 시리아의 전통적 사회 수립에 참여한 유일한 회원이었다. 그의 취미는 말등 타기, 테니스, 그리고 수영이었다.
틀라스는 2017년 6월 27일 프랑스 파리의 아비체네 병원에서 85세의 나이로 사망했다.